# Hinojosa de San Vicente
Hinojosa de San Vicente település Spanyolországban, Toledo tartományban. Hinojosa de San Vicente El Real de San Vicente, Castillo de Bayuela, San Román de los Montes, Marrupe és Navamorcuende községekkel határos. Lakosainak száma 380 fő (2024).

## Népesség
A település népessége az utóbbi években az alábbiak szerint változott:
| Lakosok száma | 476  | 492  | 472  | 470  | 446  | 426  | 415  | 383  | 394  | 380  |
|               | 2001 | 2004 | 2007 | 2009 | 2012 | 2014 | 2017 | 2019 | 2022 | 2024 |